# 佩里縣 (田納西州)
佩里縣（英語：Perry County）是美國田納西州中西部的一個縣，西界田納西河。面積1,095平方公里。根據美國2000年人口普查，共有人口7,631人。縣治林登 (Linden)。
成立於1819年11月14日。縣名紀念1812年戰爭英雄奧利弗·哈澤德·佩里。